# Joseph Bech
Joseph Bech (Diekirch, 17 febbraio 1887 – Lussemburgo, 8 marzo 1975) è stato un politico lussemburghese.

## Biografia
È stato Primo ministro dal 16 luglio 1926 al 5 novembre 1937 e dal 29 dicembre 1953 al 29 marzo 1958. Il suo partito d'appartenenza era il Partito Popolare Cristiano Sociale.
Per il ruolo politico avuto, è considerato uno dei Padri fondatori dell'Unione europea.